# Chapelle-d'Huin
Chapelle-d'Huin és un municipi francès situat al departament del Doubs i a la regió de Borgonya - Franc Comtat. L'any 2007 tenia 379 habitants.

## Demografia

### Població
El 2007 la població de fet de Chapelle-d'Huin era de 379 persones. Hi havia 152 famílies de les quals 40 eren unipersonals (16 homes vivint sols i 24 dones vivint soles), 48 parelles sense fills, 60 parelles amb fills i 4 famílies monoparentals amb fills.
La població ha evolucionat segons el següent gràfic:
Habitants censats

### Habitatges
El 2007 hi havia 189 habitatges, 157 eren l'habitatge principal de la família, 24 eren segones residències i 7 estaven desocupats. 143 eren cases i 39 eren apartaments. Dels 157 habitatges principals, 111 estaven ocupats pels seus propietaris, 43 estaven llogats i ocupats pels llogaters i 3 estaven cedits a títol gratuït; 5 tenien una cambra, 13 en tenien dues, 23 en tenien tres, 23 en tenien quatre i 93 en tenien cinc o més. 142 habitatges disposaven pel capbaix d'una plaça de pàrquing. A 75 habitatges hi havia un automòbil i a 72 n'hi havia dos o més.

### Piràmide de població
La piràmide de població per edats i sexe el 2009 era:
| Homes | Edats   | Dones |
| ----- | ------- | ----- |
| 0     | 95 o +  | 0     |
| 0     | 90 a 94 | 0     |
| 4     | 85 a 89 | 8     |
| 4     | 80 a 84 | 20    |
| 4     | 75 a 79 | 0     |
| 0     | 70 a 74 | 4     |
| 8     | 65 a 69 | 0     |
| 0     | 60 a 64 | 8     |
| 8     | 55 a 59 | 8     |
| 12    | 50 a 54 | 16    |
| 4     | 45 a 49 | 4     |
| 12    | 40 a 44 | 4     |
| 16    | 35 a 39 | 8     |
| 16    | 30 a 34 | 16    |
| 24    | 25 a 29 | 12    |
| 16    | 20 a 24 | 12    |
| 4     | 15 a 19 | 16    |
| 8     | 10 a 14 | 8     |
| 20    | 5 a 9   | 4     |
| 24    | 0 a 4   | 4     |

## Economia
El 2007 la població en edat de treballar era de 245 persones, 199 eren actives i 46 eren inactives. De les 199 persones actives 188 estaven ocupades (96 homes i 92 dones) i 11 estaven aturades (3 homes i 8 dones). De les 46 persones inactives 21 estaven jubilades, 17 estaven estudiant i 8 estaven classificades com a «altres inactius».

### Ingressos
El 2009 a Chapelle-d'Huin hi havia 161 unitats fiscals que integraven 415 persones, la mediana anual d'ingressos fiscals per persona era de 17.058 €.

### Activitats econòmiques
Dels 6 establiments que hi havia el 2007, 1 era d'una empresa alimentària, 1 d'una empresa de fabricació d'altres productes industrials, 2 d'empreses de construcció i 2 d'empreses d'hostatgeria i restauració.
L'únic servei als particulars que hi havia el 2009 era una fusteria.
L'any 2000 a Chapelle-d'Huin hi havia 21 explotacions agrícoles que ocupaven un total de 1.280 hectàrees.

## Equipaments sanitaris i escolars
El 2009 hi havia una escola elemental.

## Poblacions més properes
El següent diagrama mostra les poblacions més properes.